# Case infestate: fuori in 72 ore
Case infestate: fuori in 72 ore è una serie televisiva reality paranormale. È stata prodotta da Nick Groff, ex di Ghost Adventures. La serie segue Groff e la sua ricercatrice paranormale Katrina Weidman (ex di Paranormal State) che si rinchiudono per 72 ore consecutive in quelle che sono considerati come alcuni dei luoghi più infestati.
La prima stagione è andata in onda su Destination America dal 4 marzo 2016 all'8 aprile 2016. La seconda stagione è andata in onda dal 16 dicembre 2016 al 3 marzo 2017 su TLC. Il 20 novembre 2018, è stato annunciato che la terza stagione sarebbe stata presentata in anteprima il 4 dicembre 2018, tornando a Destination America. Il 14 febbraio 2019, Groff ha annunciato tramite un video post di Instagram che Case infestate: fuori in 72 ore non sarebbe tornato.

## Contenuto
La serie comprende Nick Groff, un investigatore paranormale che è "in missione per scoprire qualcosa di nuovo nel campo paranormale", e la ricercatrice paranormale Katrina Weidman che trascorrono entrambi 72 ore insieme in luoghi infestati. Groff e Weidman credono che "più rimangono, più gli spiriti comunicheranno con loro e più informazioni potranno raccogliere sull'ignoto". L'introduzione di apertura per lo spettacolo è: 

## Cast e troupe
| Membro della troupe | Lavoro                    | Note                                                      |
| ------------------- | ------------------------- | --------------------------------------------------------- |
| Nick Groff          | Investigatore paranormale | Ex star di Ghost Adventures                               |
| Katrina Weidman     | Esperto soprannaturale    | Ex star di Paranormal State                               |
| Rob Saffi           | Cameraman                 | Riprende i 2 investigatori fino al loro lockdown notturno |

### Investigatori ospiti
- Amy Bruni – investigatrice paranormale, ex di Ghost Hunters (Episodio 1x1: "Trans-Allegheny Lunatic Asylum")
- Adam Berry – investigatore paranormale, ex di Ghost Hunters e Ghost Hunters Academy (Episodio 1x1: "Trans-Allegheny Lunatic Asylum")
- Grant Wilson – investigatore paranormale, ex di Ghost Hunters (Episodio 1x4: "Randolph County Infirmary")
- John Zaffis – ricercatore e demonologo paranormale, di Haunted Collector (Halloween Special: "The Black Monk House")
- John E.L. Tenney – investigatore paranormale, ex di Ghost Stalkers (Episodio 1.3: "Franklin Castle")
- Aaron Sagers – ricercatore paranormale (Special: "Evidence Revealed")
- Michelle Belanger – esperta in occulto (Episodio 2.1: "Monroe House")
- Ben Hansen – ex agente forense dell'FBI ed investigatore paranormale di Fact or Faked: Paranormal Files (Episodio 2.5: "Waverly Hills Sanatorium")
- Steve Huff – ingegnere paranormale e inventore del "Wonder Box Portal" (Episodio 2.6: "Bellaire House")
- George Brown – ingegnere paranormale e inventore del "Geo Box" (Episodio 2.6: "Bellaire House")
- Johnny Houser – investigatore paranormale (vive accanto alla Villisca Murder House nello Iowa) (Episode 2.9: "Malvern Manor")
- Bloody Mary – sacerdotessa vudù a New Orleans (Episodio 2.10: "Rampart Street Murder House")
- Greg Newkirk e Dana Matthews Newkirk – ricercatori paranormali e collezionisti di oggetti infestati (Episodio 2.11: "Scutt Mansion")
- Ryan Dunn – investigatore paranormale della Savannah Ghost Research Society (Episodio 2.12: Old Chatham County Jail)
- Daniel Klaes – investigatore paranormale, proprietario della Hinsdale House (Episodio 4: Hinsdale House Unlocked, Episode 2.6 Statler City Hotel)

## Accoglienza
La serie ha ricevuto una valutazione di 9,2/10 su Episodate.com., e una valutazione utente 4,7/5 su Google Play store. L'investigatore Ben Radford afferma che le affermazioni di vivere 72 ore in una casa stregata come una sorta di sfida sono "assurde". Le persone in tutto il mondo dichiarano di vivere in luoghi infestati, apparentemente più lunghi di 72 ore. Prima di poter affermare di vivere in una casa stregata, "i fantasmi devono essere provati per esistere", un'affermazione che la comunità paranormale deve ancora dimostrare. Ci sono molti problemi metodologici con le loro tecniche investigative, secondo Radford. "Non riescono a indagare correttamente e verificare le loro ipotesi praticamente in ogni fase, facendo passi da gigante e indovinando ben oltre le prove". Bloccaggi come quello che vedi in questo reality show stanno usando tecniche inefficaci con attrezzature non pensate per essere usate a questo scopo, per cercare qualcosa che non è stato dimostrato di esistere o addirittura definito. "Un picchettamento (come questi) è essenzialmente un esperimento scientifico senza la scienza". Completamente privo di controlli. "Groff e Weidman ... stanno camminando in una casa con una troupe cinematografica, letteralmente e figurativamente al buio. Le uniche cose che stanno testando sono la resistenza dei loro editor video e la pazienza dei loro spettatori". Questi "programmi di realtà" sono intrattenimento, non investigazione".

## Puntate
Rispetto alla serie originale, in Italia tutti gli episodi speciali sono inediti, come anche alcuni episodi della seconda e terza stagione, inoltre, in Italia, la sequenza degli episodi di tutte le stagioni non sono cronologiche.
| Stagione | Stagione         | Puntate | Prima TV originale                | Prima TV Italia |
| -------- | ---------------- | ------- | --------------------------------- | --------------- |
|          | Speciali         | 10      | 31 ottobre 2016 - 3 marzo 2017    |                 |
|          | Prima stagione   | 6       | 4 marzo 2016 - 8 aprile 2016      |                 |
|          | Seconda stagione | 12      | 16 dicembre 2016 - 3 marzo 2017   |                 |
|          | Terza stagione   | 19      | 4 dicembre 2018 - 5 febbraio 2019 | 2019            |

## Curiosità
Le interviste che Nick e Katrina effettuano prima del loro lockdown, le effettuano direttamente nella location infestata ed inoltre è capitato che, durante le interviste, siano avvenuti strani fenomeni, come la caduta di uno specchio durante la puntata de "La casa di Hindsale".